# 15 días contigo
15 días contigo es una película española de 2005, primer largometraje del director Jesús Ponce. Protagonizada por Isabel Ampudia, siendo nominada como mejor actriz revelación a los Premios Goya.

## Premios y nominaciones
| Año  | Premio                                   | Evento        | Resultado |
| ---- | ---------------------------------------- | ------------- | --------- |
| 2006 | Mejor Actriz Revelación (Isabel Ampudia) | Premios Turia | Ganadora  |
| 2005 | Mejor Actriz Revelación (Isabel Ampudia) | Premios Goya  | Nominada  |

- Datos: Q5650558